# Jack Cooper, Baron Cooper of Stockton Heath
John „Jack“ Cooper, Baron Cooper of Stockton Heath JP (* 7. Juni 1908; † 2. September 1988) war ein britischer Gewerkschaftsfunktionär und Politiker der Labour Party, der kurze Zeit Abgeordneter des House of Commons sowie langjähriger Generalsekretär der Gewerkschaft NUGMW war und 1966 als Life Peer aufgrund des Life Peerages Act 1958 Mitglied des House of Lords wurde.

## Leben
Cooper wurde bei den Unterhauswahlen vom 23. Februar 1950 als Kandidat der Labour Party als Abgeordneter in das House of Commons gewählt und vertrat in diesem bis zu seiner Wahlniederlage bei den darauf folgenden Unterhauswahlen am 25. Oktober 1951 den Wahlkreis Deptford. Zugleich war er während dieser Zeit auch Parlamentarischer Privatsekretärs eines Ministers in der Regierung von Premierminister Clement Attlee.
1962 wurde er als Nachfolger von Tom Williamson Generalsekretär der Gewerkschaft der Allgemeinen und Gemeindearbeiter (National Union of General and Municipal Workers) und bekleidete diese Funktion bei einer der größten britischen Gewerkschaften bis zu seiner Ablösung durch David Basnett 1973.
Durch ein Letters Patent vom 11. Juli 1966 wurde Cooper, der zeitweise auch Friedensrichter (Justice of the Peace) war, aufgrund des Life Peerages Act 1958 als Life Peer mit dem Titel Baron Cooper of Stockton Heath, of Stockton Heath in the County Palatine of Chester in den Adelsstand erhoben. Seine Einführung (Introduction) in das House of Lords erfolgte am 13. Juli 1966 durch Baron Williamson und Walter Citrine, 1. Baron Citrine. Er gehörte damit bis zu seinem Tod dem House of Lords als Mitglied an.
Des Weiteren wurde er 1971 Nachfolger von Sidney Greene als Präsident des Trades Union Congress (TUC), des Dachverbandes der Gewerkschaften Großbritanniens. Dieses Amt bekleidete er bis 1972 und wurde dann durch George Smith abgelöst.